# 2018年中華民国統一地方選挙
2018年中華民国統一地方選挙は、中華民国（台湾）における地方自治体の首長や議会議員を改選する地方選挙。2018年（民国107年）11月24日に投票が行われた。2014年統一地方選同様「九合一選挙」である。併せて10件の国民投票も行われた。

## 概要
中華民国の直轄市（台北市、新北市、桃園市、台中市、台南市、高雄市、いわゆる「六都」）、台湾省（13県3市）及び福建省（2県）の地方自治体の首長や議会議員が選出された。
2016年に発足した蔡英文による民主進歩党政権の最初の試金石だったが、予想をはるかに上回る大敗に終わった。選挙期間を三つの期間に分けた場合、序盤における優勢から中盤で中国国民党に並ばれ、終盤で逆転となった。序盤戦（1月～5月）ですでに蔡政権の支持率は低迷していたが、与党民進党の現職や公認候補の方が野党国民党候補よりも有利と考えられていた。しかし中盤戦（6月～8月）前回の統一地方選で共闘した無党派現職の柯文哲台北市長と対立し（無党派ブーム）、終盤戦（9月～11月）では高雄市長の国民党候補韓國瑜に圧倒された（韓國瑜現象、韓流）。蔡英文は党主席を辞任、政権交代の可能性が非常に高くなったと評された。

## 選挙結果

### 直轄市長と県市長選挙

直轄市長と県市長選挙結果。党派別分布地図。
■中国国民党（15）
■民主進歩党（6）
■無所属（1）

| 地域   | 地域   | 当選者 | 所属党派    |
| ------ | ------ | ------ | ----------- |
| 直轄市 | 台北市 | 柯文哲 | ■無所属     |
| 直轄市 | 新北市 | 侯友宜 | ■中国国民党 |
| 直轄市 | 桃園市 | 鄭文燦 | ■民主進歩党 |
| 直轄市 | 台中市 | 盧秀燕 | ■中国国民党 |
| 直轄市 | 台南市 | 黄偉哲 | ■民主進歩党 |
| 直轄市 | 高雄市 | 韓国瑜 | ■中国国民党 |
| 台湾省 | 宜蘭県 | 林姿妙 | ■中国国民党 |
| 台湾省 | 新竹県 | 楊文科 | ■中国国民党 |
| 台湾省 | 苗栗県 | 徐耀昌 | ■中国国民党 |
| 台湾省 | 彰化県 | 王恵美 | ■中国国民党 |
| 台湾省 | 南投県 | 林明溱 | ■中国国民党 |
| 台湾省 | 雲林県 | 張麗善 | ■中国国民党 |
| 台湾省 | 嘉義県 | 翁章梁 | ■民主進歩党 |
| 台湾省 | 屏東県 | 潘孟安 | ■民主進歩党 |
| 台湾省 | 台東県 | 饒慶鈴 | ■中国国民党 |
| 台湾省 | 花蓮県 | 徐榛蔚 | ■中国国民党 |
| 台湾省 | 澎湖県 | 頼峰偉 | ■中国国民党 |
| 台湾省 | 基隆市 | 林右昌 | ■民主進歩党 |
| 台湾省 | 新竹市 | 林智堅 | ■民主進歩党 |
| 台湾省 | 嘉義市 | 黄敏恵 | ■中国国民党 |
| 福建省 | 連江県 | 劉増応 | ■中国国民党 |
| 福建省 | 金門県 | 楊鎮浯 | ■中国国民党 |